# Ема Окронин
Ема Мејри Окронин (енгл. Emma Maire O'Croinin; Едмонтон, 22. мај 2003) канадска је пливачица чија ужа специјалност су трке слободним стилом на дужим дистанцама. 

## Спортска каријера
Окронинова је дебитовала на међународној пливачкој сцени као шеснаестогодишњакиња, а прво велико такмичење на коме је наступила је било светско сениорско првенство у великим базенима одржано у корејском Квангџуу 2019. године. На том првенству је наступила у квалификационим тркама на 
400 слободно (12) и 1.500 слободно (17. место), а пливала је и за канадску штафету на 4×200 слободно у квалификацијама (Канађанке су у финалу касније освојиле бронзану медаљу). 
Месец дана након сениорског наступила је и на Јуниорском светском првенству у Будимпешти где је освојила по једну сребрну и бронзану меаљу у тркама на 400 и 200 метара слободним стилом. 